# NGC 7614
NGC 7614 est un groupe de quatre étoiles situé dans la constellation des Poissons,. L'astronome italien Gaspare Stanislao Ferrari (it) a enregistré la position de ce groupe en 1865.